# Felipe Guaman Poma de Ayala
Felipe Guaman Poma de Ayala (født efter 1535 – død efter 1616), også kendt som Guamán Poma eller Huamán Poma, var en Andes-indianer fra det sydlige Peru, som i 1612-15 skrev en rapport til den spanske konge om forholdene i Peru efter den spanske erobring af Inkariget. 
Værket, Inka-krøniken – El primer nueva corónica y buen gobierno, er den eneste kilde til et Andes-indiansk syn på erobringen og på de første 100 år af den spanske kolonis historie. Værket udgør således en uomgængelig kilde til forståelsen af den langvarige proces fra erobring og undertrykkelse til uafhængighed og frihed. 
Håndskriftet indeholder 400 helsides sort-hvide pennetegninger.